# سیب توسرخ
سیب توسرخ یکی از انواع سیب است که نادرترین نوع سیب نیز به حساب می‌آید. این نوع سیب به صورت طبیعی در برخی مناطق دنیا مانند نقاط شمال غربی ایران [میاندوآب و خوی] و جمهوری آذربایجان و مناطق اطراف شاهرود و برخی مناطق هلند و آفریقای جنوبی یافت می‌شود؛ ولی استان اردبیل را می‌توان به عنوان بزرگ‌ترین تولیدکننده این نوع سیب در ایران و جهان معرفی کرد.
سال‌های اخیر افراد زیادی تلاش در ثبت این نوع سیب به نام خود داشته‌اند ولی این میوه در برخی مناطق به‌صورت خودرو است و بذر این سیب نیز قابل تهیه می‌باشد. هرچند که دانه‌های خود سیب، خود بذرهایی مناسب هستند.
تفاوت اصلی این سیب با دیگر سیب‌ها، درصد بالای آنتی‌اکسیدان‌های موجود در آن (۳۰ تا۴۰ درصد بیشتر از حد نرمال سیب‌ها) و مزه ترش آن است.
این نوع سیب که از انواع سیب‌های تابستانی به حساب می‌آید، دارای جثه‌ای کوچک با پوستی سرخ رنگ است که پس از بریدن نیز توسرخی آن قابل مشاهده است. از جمله بزرگ‌ترین مزایای این نوع از سیب، سیاه‌نشدن تکه‌های بریده‌شده در مجاورت هوا است.

### ویژگی‌های سیب توسرخ
سیب خونی یا سیب توسرخ. سیب خونی ویژگی درخت، نیمه عمود و وسیع رشد می‌کند. با ساقه‌های کوتاه و نیمه‌کوتاه. ساختار میوه: میوه نیمه‌درشت بوده و بعضاً درشت می‌باشد. رنگ میوه قرمز با گوشت قرمز می‌باشد. گوشت میوه سفید و آبدار بوده و طعم ترشی دارد. برای انبارداری بسیار مناسب می‌باشد
پرورش‌دهندگان و اصلاح نژاد
در میاندوآب آدربایجان غربی نهال سیب توسرخ یا درخت سیب توسرخ با اصلاح نژاد پرورش یافته تا برای مناطق آب هوایی مختلف سازگاری کامل داشته باشد و مقاوم در مقابل گرما و سرما و بی‌آبی دوام بیشتری داشته باشد و زودرس و پربار باشد.

## نگارخانه

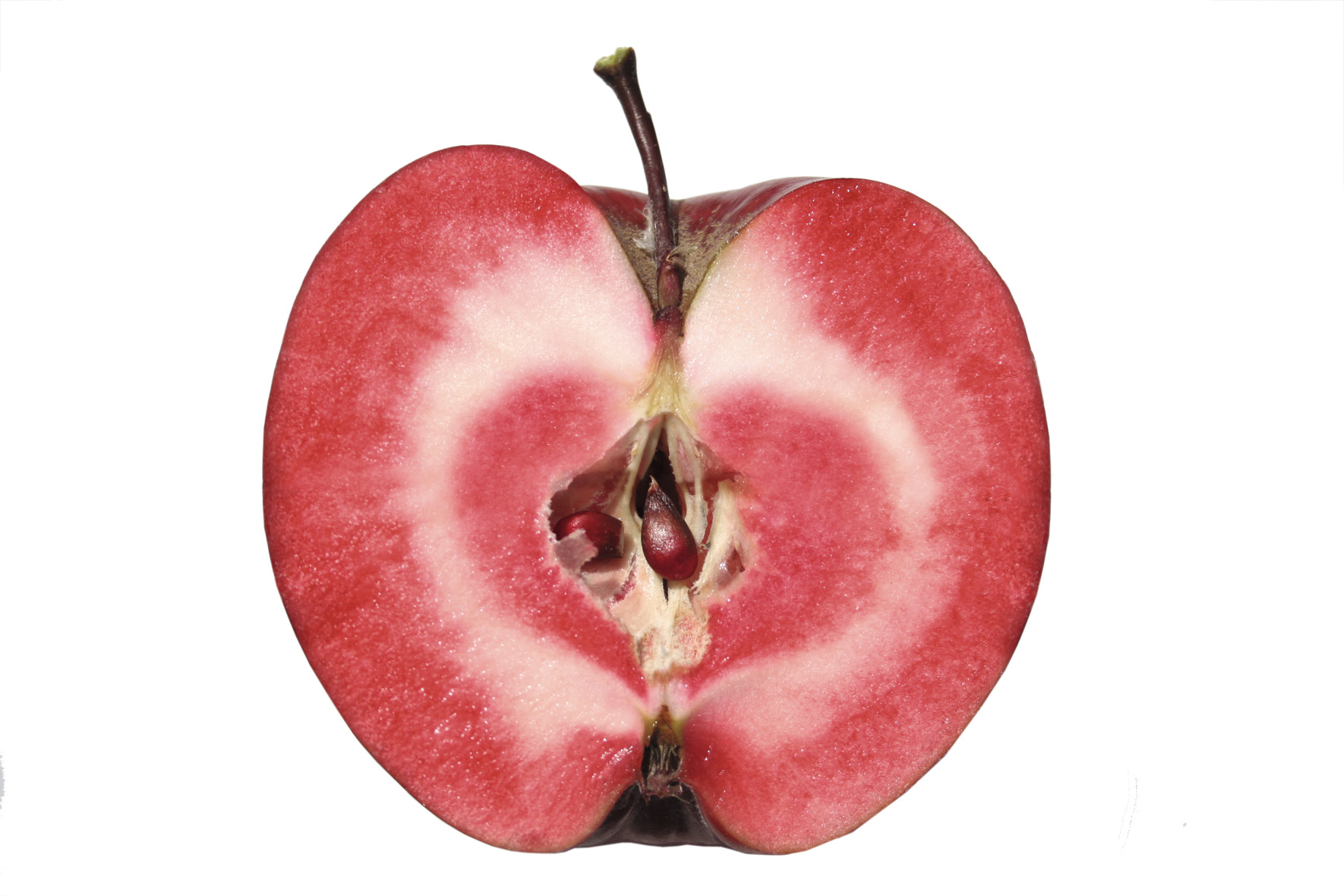
یک سیب توسرخ قاچ‌شده
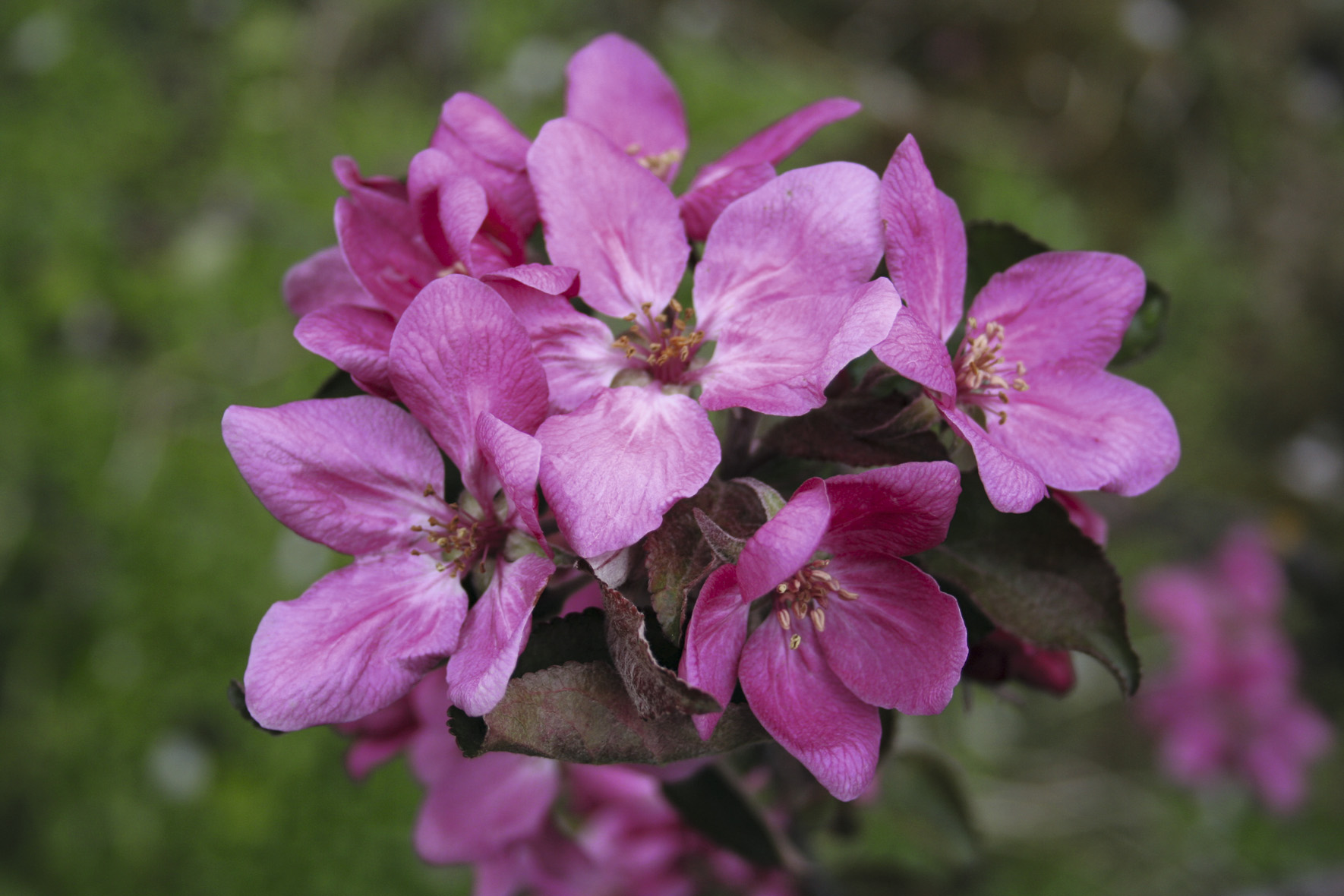
شکوفه‌های صورتی سیب توسرخ